# Internationella sexarbetardagen

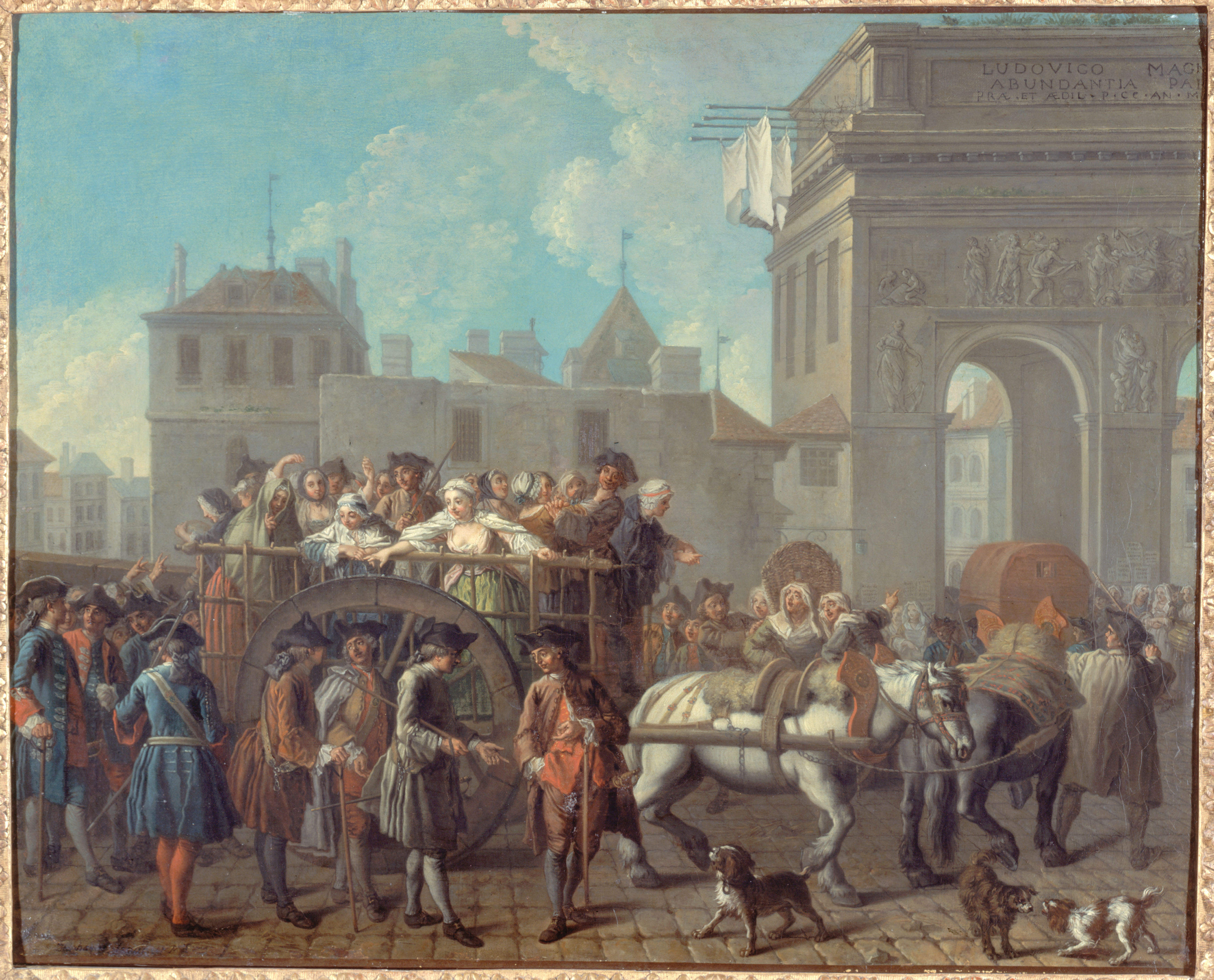
Franska prostituerade fraktas iväg till Salpêtrièrefängelset (målning av Étienne Jeaurat, 1745).

| Internationella sexarbetardagen |
| --- |
| Église Saint-Nizier (2010), platsen för ockupationen och strejken 1975. - Betydelse – internationell temadag 2 juni för att hedra sexarbetare och deras rättigheter - Bakgrund – ockupation av Église Saint-Nizier i Lyon i juni 1975 av minst 100 franska sexarbetare - Historik – arrangerad sedan 1976 |

Internationella sexarbetardagen (engelska: International Whores' Day eller International Sex Worker's Day) är en årlig märkesdag den 2 juni. Dagen syftar till att hedra sexarbetare och uppmärksamma deras ofta problematiska arbetsvillkor.
Den internationella sexarbetardagen är en temadag som lyfter minnet av den 2 juni 1975, då ett drygt hundratal franska sexarbetare ockuperade Église Saint-Nizier i Lyon för att fästa uppmärksamheten på deras inhumana arbetsvillkor. Dagen har firats årligen sedan 1976. På tyska är dagen känd som Hurendag ('Hordagen'). I spanskspråkiga länder är den känd som Día Internacional de la Trabajadora Sexual, den 'internationella dagen för sexarbetare'.

## Historik

### Bakgrund och ockupation

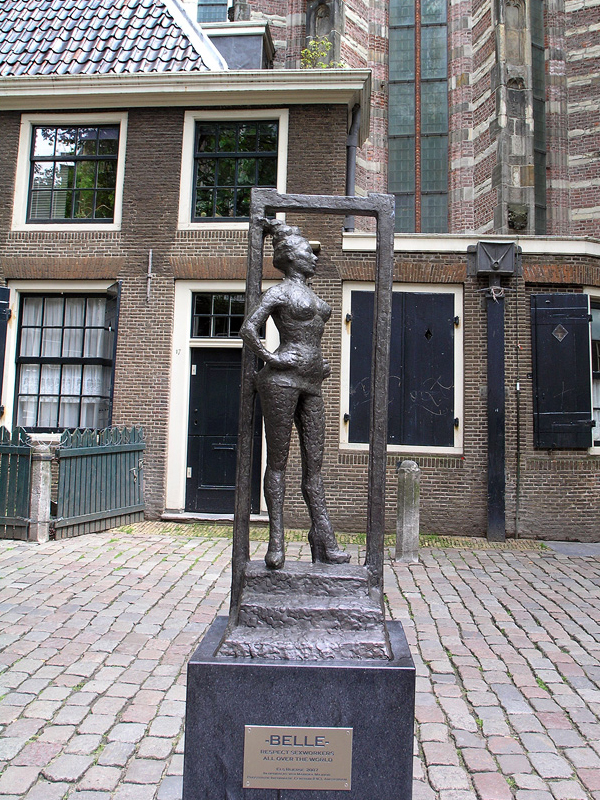
Bronsstatyn Belle, framför Oude Kerk i distriktet De Wallen i Amsterdam. Den avtäcktes i mars 2007 med inskriptionen "Respect sex workers all over the world."

På 1970-talet höll den franska polisen sexarbetare under en hårdnande kontroll. Prostitution/sexarbete var lagligt i landet, men alla sorters koppleri var/är förbjudet. Frankrikes undertecknande 1960 av FN:s konvention mot människohandel och utnyttjande genom prostitution fungerade i praktiken som ett verktyg för att bekämpa prostitution av alla slag. Repressalier från polisen tvingade sexarbetare till att arbeta alltmer dolt och underjordiskt. Detta fick till resultat en ökad mängd våld mot sexarbetare.
Efter två mord och den franska regeringens ovilja att arbeta för att förbättra situationen, ockuperade cirka 100–150 mestadels kvinnliga sexarbetare i Lyon – många med sina barn – Saint-Nizier-kyrkan på rue de Brest den 2 juni 1975 och utlyste en strejk. De strejkande sexarbetarna sjöng politiska kampsånger och slagord, och de krävde drägliga arbetsvillkor och ett slut på det sociala stigmat mot sexarbetare. Dessutom krävde de frisläppandet av de tio sexarbetare som arresterats några dagar tidigare, på basis av marknadsföringen av sina tjänster. Ockupationen skedde med stöd av kyrkprästen Louis Blanc, som bland annat uttalade sig om att det var Maria Magdalena som Jesus visade sig för (påminnande om traditionen att se henne som prostituerad). Sympatiyttringar kom från Simone de Beauvoir och andra franska intellektuella.
Kyrkockupationen i Lyon rönte internationell uppmärksamhet och ledde även till andra liknande ockupationer i fem andra franska städer. Detta inkluderade ockupationer av kyrkor i Marseille, Grenoble, Montpellier och Paris. Beauvoir besökte den samtidiga ockupationen av Saint-Bernard-kapellet i Paris, där hon uttryckte sitt stöd för aktionen och sa sig tala för kvinnors befrielserörelse. Lyon-polisens hot att "ta hand" om sexarbetarnas barn ledde till sympatiåtgärder även från andra kvinnor i Lyon.
Polismakten vägrade dock inleda förhandlingar, och "kvinnoministern" Françoise Giroud vägrade engagera sig i saken; hon menade att sexarbetarnas klagomål var "problem för män". Ingen parlamentsledamot ägnade sig åt ockupationerna, och inrikesministern Michel Poniatowski ansåg att de ansvariga för ockupationerna inte var kvinnor utan deras hallickar. En orsak till sexarbetarstrejken var myndigheternas vida definition av hallick, vilket inkluderade alla som på något sätt drog nytta av en sexarbetares inkomster. Efter en åtta dagar lång ockupation gick polisen in i kyrkan och tömde den, två dagar innan den planerade avslutningen på strejken. Klockan 05:30 den 10 juni hade de olika kyrkockupationerna hävts.

### Efter 1975
Strejken och protestaktionen nådde inte sitt syfte med juridiska reformer och en förändrad attityd från statsmakten, men den bidrog till aktivera sexarbetarna. Många böter mot kyrkockupanterna avskrevs, och polisutredningar runt olösta mord på sexarbetare igångsattes faktiskt. En minskad mängd mord på sexarbetare skedde efter ockupationerna, och sexarbetarorganisationer bildades för att bättre tillvarata sexarbetares rättigheter och informera om polisens verksamhet på området.
Ockupationerna 1975 markerar startpunkten för den europeiska alternativt internationella rörelsen av sexarbetare för sexarbetares rättigheter, och 2 juni 1976 blev den första gången som den internationella sexarbetardagen högtidlighölls. 1985 fastslogs World Charter for Prostitutes' Rights. Genom åren har den 2 juni fungerat som en dag för att lyfta fram de olika föreningsinitiativ som tagits i olika länder, inklusive California Prostitutes Education Project, Street Transvestite Action Revolutionaries, Durbar Mahila Samanwaya Committee, Haymarket Pole Collective och Red Canary Song. I USA har kampen på senare år bland annat fokuserats mot att försöka häva SESTA/FOSTA-lagarna, lagar mot människohandel för sexuella ändamål vilka sedan 2018 försvårat sexarbetares vardag i USA, liksom arbete mot den ofta sexarbetarfientliga attityden från ägare av sociala medier-plattformar och i banksektorn. I sin utvärdering av Frankrikes införande 2016 av ett förbud mot sexköp, efter svenskt mönster, menar Médecins du Monde att resultatet är mindre trygghet och sämre hälsa för sexarbetare.
Enligt Valerie Jenness i sin bok Making it Work: The Prostitutes’ Rights Movement in Perspective (1993) skapades sexarbetarrörelsen under 1970-talet, med målet att "utmana den traditionella synen på prostituerade som socialt missanpassade, slavar, hallickars och drogers offer och verktyg för den organiserade brottsligheten". Den ursprungliga benämningen för dagen på engelska är International Whore's Day, som ett trotsigt återbemäktigande av ett skällsord för sexarbetare. Den alternativa International Sex Worker's Day är en mer neutral benämning, använd av dem som anser att denna namngivning ger bättre resultat i förhandlingar och diplomatiskt arbete för att förbättra sexarbetarnas villkor.
Den 2 juni arrangeras årligen demonstrationer i olika städer med en märkbar närvaro av organiserade sexarbetare. 2018 arrangerades i USA demonstrationer bland annat i New York, San Francisco, Los Angeles och Chicago.

### Senare år, liknande minnesdagar
Den 2 juni är bara en av flera minnes- och märkesdagar som fäster uppmärksamhet kring sexarbetare och deras rättigheter. Den 3 mars organiseras på sina håll som Internationella dagen för sexarbetares rättigheter; den organiseras till åminnelse av 3 mars 2001, där 25 000 indiska sexarbetare samlades till en festival i Kolkata trots abolitionisters försök att få regeringen att dra in festivalarrangörernas tillstånd. 17 december ägnas åt Dagen för att stoppa våldet mot sexarbetare, vilket är årsdagen för domen 2003 mot "Green River-mördaren".
En uppläsning av texten "Women without rooms" 29 maj 2011 i tyska Bochum fäste uppmärksamheten på att sexarbetarnas situation inte förbättrats sedan 1975. Textuppläsningen var tillägnad sexarbetarna i den angränsande staden Dortmund, vilka sågs som lika förtryckta 2011 som sexarbetarna i Lyon var 1975.
Vid strejken 1975 ansågs det ha varit lätt för ockupanterna att uppamma sympati från andra kvinnor och feministiska organisationer för deras sak. Ett par decennier senare ansåg den franska sociologen Lilian Mathieu att många feminister och feministiska organisationer i åtminstone Europa hade en betydligt mer kritisk grundinställning, bland annat baserat på deras negativa åsikter till sexarbete/prostitution som företeelse. Det starkaste aktivismen bland sexarbetare sker numera i många fall i Indien, Bangladesh, Sydkorea, Kambodja och Thailand, liksom i afrikanska länder som Kenya, Malawi, Sydafrika och Zimbabwe.